# Système de contrôle
Le système de contrôle repose sur des mesures qui permettent d’évaluer les progrès réalisés afin de les comparer aux standards prédéterminés. L’analyse des écarts par rapport aux prévisions indique s’il y a lieu d’effectuer des corrections au niveau des opérations de base. C'est un processus nécessaire pour assurer le bon fonctionnement de l’organisation. 
La planification fixe les objectifs à atteindre et met en œuvre les stratégies qui sont adoptées pour les atteindre. L’organisation fournit le support structurel nécessaire à la réalisation des objectifs. Le contrôle vérifie que tous les efforts fournis contribuent à la réalisation des objectifs et détermine si les standards sont atteints.

## Types de contrôles en entreprises[1]
- Contrôle anticipé : c'est une correction d’un défaut pendant l’action avant qu’elle soit terminée afin de corriger son résultat, garantir une qualité totale de la production (mythe des 5 zéros : défaut, stock, retard, rebut, papier). C'est un contrôle préventif.

- Contrôle en continu : il y a une installation de filtres ou points de contrôle qui empêchent toute opération qui ne serait pas passée avec succès à travers un processus de filtrage. C'est un contrôle préventif.

- Contrôle a posteriori : il s'agit de vérifier si le résultat est conforme aux objectifs fixés, aux standards. Sinon, il faut améliorer le fonctionnement des activités futures.

- Contrôle des opérations répétitives (contrôle opérationnel) : dès qu’une déviation entre un objectif et le résultat est détectée, une action corrective est mise en œuvre selon une politique préétablie.

- Contrôle par exception (contrôle opérationnel) : on envisage cette forme de contrôle car ce n'est pas possible d’envisager toutes les actions correctives possibles. Il porte sur les exceptions et pas sur toutes les transactions.

- Contrôle de projets (inverse du contrôle des opérations répétitives) : il s'agit de contrôler que les tâches soient accomplies dans les limites des ressources disponibles et dans les temps.

- Contrôle stratégique : c'est un contrôle de la réalisation des objectifs généraux de l’entreprise et des politiques mises en œuvre. Les contrôles stratégiques peuvent se faire sur les résultats ou sur la méthodologie employée pour atteindre les objectifs.

## Le contrôle et le management[1]
Plus on délègue, moins on a de contrôle direct sur les opérations et, au fur et à mesure, le dirigeant ne contrôle que les aspects essentiels. il faut cependant que le dirigeant garde une maîtrise des activités délégués en mettant en place des outils de contrôle.
La délégation pourrait, par exemple, être limitée aux décisions ne pouvant pas mettre l’organisation en danger, mais cela changerait le rôle du dirigeant qui passerait de patron à celui d'animateur dont le rôle serait de conseiller les membres. Le contrôle ne resterait plus l’attribut du dirigeant mais celui des subordonnés qui s’autocontrôleraient. 
Chaque fonction de l’entreprise doit faire l’objet d’un contrôle ainsi que chaque variable managériale[pourquoi ?] mais tout changement d'un élément du management peut en entrainer un autre. Cela rend donc le choix du dirigeant assez difficile: tout contrôler ou ne rien contrôler avec les conséquences de l'option choisie.

## Étape du système de contrôle[1]

### Établissement des standards
Un standard est un élément de référence auquel est comparé le résultat. Il doit être élaboré en fonction du résultat souhaité et il doit se rapporter à un élément important dont l’existence conditionne le succès de l’ensemble. Il doit aussi être une synthèse de plusieurs observations. 
Un responsable précis doit être associé au standard pour des conditions d'établissement optimales. Il faut tolérer une certaine marge d’écart par rapport aux standards car une opération peut être soumise à des conditions changeantes. Néanmoins, si le standard doit être flexible, il ne peut varier sans motif valable. Le standard n’est que quantitatif donc il est préférable de trouver aussi d’autres indicateurs qualitatifs.

### Mesure de la performance après l’opération
Les mesures doivent être fiables, homogènes pour pouvoir être comparées dans le temps et économiquement.

### Comparaison des performances actuelles avec les standards
S'il n'y a pas d’écart, le processus s’arrête là ;
S'il y a des écarts, il faut en trouver la cause et ensuite appliquer des mesures correctives de façon que les performances soient conformes aux plans. Ces mesures correctives se porteront sur les objectifs (modification du plan) ou sur le résultat.

## Mise en œuvre du contrôle
Selon Thietart[réf. incomplète], il existe trois approches permettant d’éviter les effets pervers du contrôle. 

### Approche du niveau d’aspiration
Cette approche suggère d’établir l’objectif en fonction du niveau d’aspiration du travailleur afin que l’effort demandé corresponde à ce que le travailleur désire psychologiquement réaliser[réf. incomplète]. 

### Approche par le contrôle de la variance
Cette approche suggère de faire porter l’attention sur la variation de la performance d’une période par rapport à la suivante, plutôt que sur des niveaux absolus de résultat. Cela empêche donc la fixation de standards inflexibles[réf. incomplète]. 

### Approche participative
Cette approche suggère la participation des travailleurs aux objectifs et donc la motivation pour la réalisation des objectifs en plus d'une réduction des sources de conflit grâce à l’amélioration de la communication. 

## Sept qualités d'un système de contrôle efficace
Selon Peter Drucker[réf. incomplète], il existe sept qualités d'un système de contrôle efficace :
- Le contrôle est un principe d’économie donc moins il faudra de contrôles, plus ils seront efficaces (économie).
- Le contrôle doit avoir du sens : les faits mineurs ne doivent pas être mesurés, seuls les faits essentiels à l’atteinte des objectifs doivent faire l’objet de contrôles (signification).
- Le contrôle doit correspondre au caractère et à la nature du phénomène mesuré (pertinence).
- Le contrôle doit correspondre au phénomène mesuré (congruence).
- Les contrôles doivent être synchronisés car il faut que la dimension temporelle des contrôles corresponde à la durée de l’évènement considéré (synchronisation).
- Les contrôles compliqués sont inefficaces (simplicité).
- Les contrôles doivent être opérationnels car ils doivent être centrés sur l’action (qualités opérationnelles).

## Trois défauts majeurs possibles des systèmes de contrôle[1]
- Les contrôles risquent d’être non représentatifs des aires majeures du planning et du contrôle
- Les contrôles peuvent s’avérer trop lourd et trop minutieux
- Un contrôle peut être oppressif ou restrictif

## Exemples pratiques de systèmes de contrôle

### Industrie nucléaire
Dans l'industrie nucléaire :
- Système de contrôle-commande d'un réacteur nucléaire
- Système de contrôle et de protection incendie

### Industrie aérospatiale, astronautique
Dans le secteur aéronautique et spatiale :
- Système de contrôle d'attitude et d'orbite (SCAO), voir aussi Galileo)
- Système de contrôle des satellites HS-601 (américain)
- Système de contrôle automatisé du trafic aérien

### Sécurité civile
En sécurité civile :
- Systèmes de contrôle d'accès
- Systèmes de contrôle des ascenseurs
- Systèmes de détection des incendies

### Réseaux ferroviaires
Dans les réseaux ferroviaires :
- Système européen de contrôle des trains (ETCS, European Train Control System)
- Système européen de gestion du trafic ferroviaire (ERTMS, European Rail Trafic Management System)

### Énergie - Réseaux électriques
Dans les réseaux électriques :
- Système de contrôle du Réseau de transport d'électricité (RTE)

### Transports en commun (RER, métros, tramway…)
Dans les transports en commun :
- Système de contrôle d'une ligne de métro : Ligne 14 du métro de Paris
- Projet OURAGAN de la RATP d'harmonisation des systèmes de contrôle de cinq lignes de métro.

### Transport routier
Dans les transports routiers :
- Système de contrôle automatisé des véhicules, projet du ministère de l'intérieur[réf. souhaitée]

### Télécommunications
Dans les réseaux de télécommunications, les autocommutateurs ne sont pas à proprement parler des systèmes de contrôle, mais ils sont souvent utilisés avec les systèmes de contrôle d'accès, et les systèmes de détection.

### Transport intermodal
En transport intermodal :